# Culture de la Turquie
 (janvier 2016).
Les informations dans cet article sont mal organisées, redondantes, ou il existe des sections bien trop longues. Structurez-le ou soumettez des propositions en page de discussion.
Avec le temps, il arrive que le contenu présent dans un article devienne désordonné. Il est souvent nécessaire de réorganiser l'article de fond en comble.
- Il faut tout d’abord répartir le contenu de l'article en plusieurs sections. Les informations doivent ensuite être exposées clairement et le plus synthétiquement possible, regroupées par sujet afin d'éviter les doublons. Quelqu'un cherchant une information précise doit pouvoir la trouver rapidement en lisant la section appropriée.
- À l'intérieur de chaque section, le texte, souvent initialement sous la forme de phrases éparses, doit être regroupé dans des paragraphes de quelques lignes, en assurant un enchaînement logique et une cohérence entre les phrases.
- Lorsque l'article ou l'une de ses sections développe trop longuement un point qui n'est pas dans le cœur du sujet traité, il convient de faire une synthèse et de transférer l'ancien contenu dans des articles plus appropriés (en cas de transfert, il faut impérativement respecter la procédure Aide:Scission).

Si vous pensez que ces points ont été résolus, vous pouvez retirer ce bandeau et améliorer le plan d'un autre article.

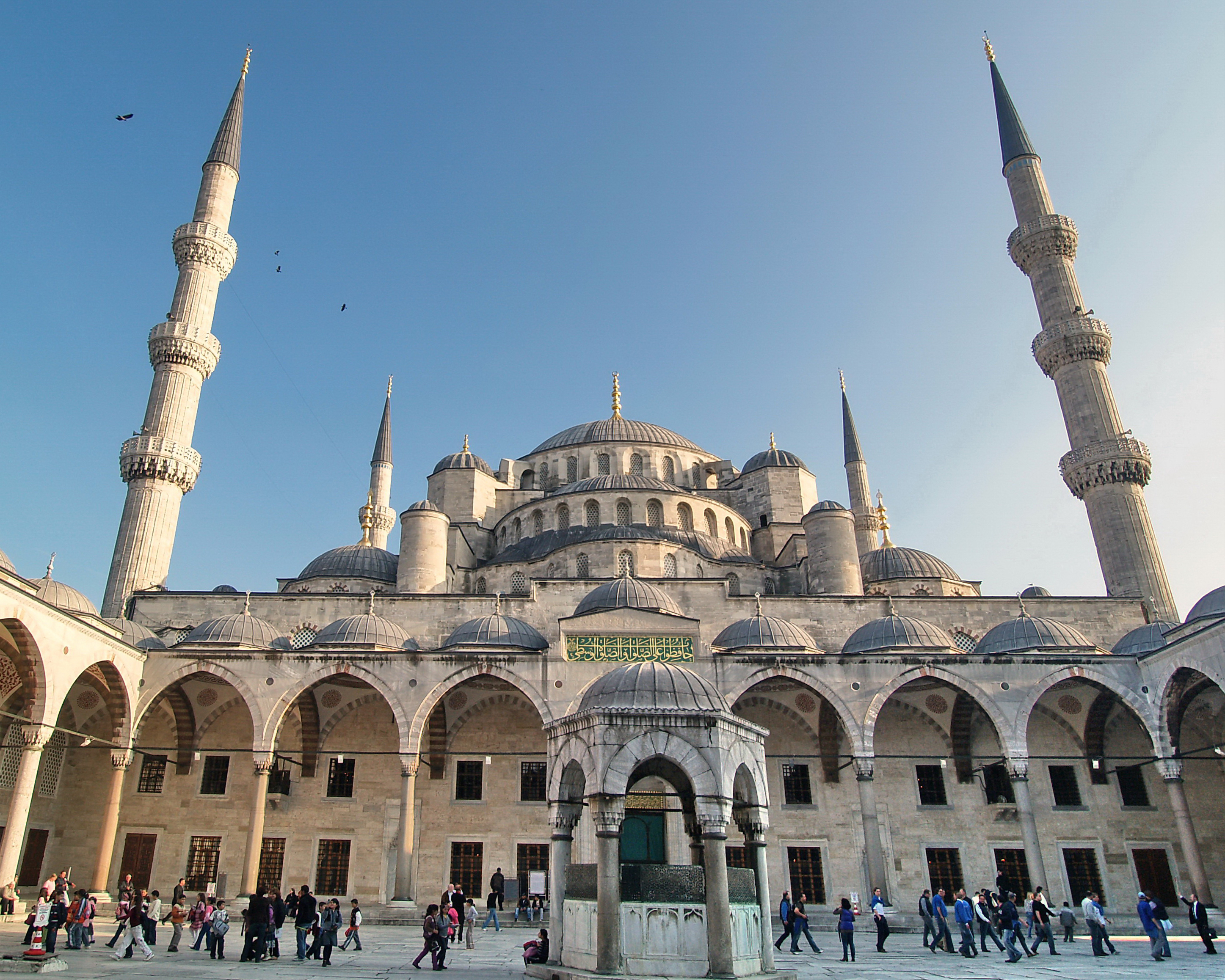
Cour intérieure de la mosquée bleue, à Istanbul.

La culture de la Turquie désigne d'abord les pratiques culturelles observables de ses habitants (81 000 000, estimation 2017).
La culture de la Turquie, à cheval sur deux continents, rassemble des coutumes et des traditions héritées de l'Empire ottoman, de l'Islam, des peuples turcs venus originellement des steppes asiatiques, ainsi que des civilisations, peuples et religions qui les ont précédés en Anatolie, dans le bassin méditerranéen, au Moyen-Orient et en Europe. En dépit des bouleversements démographiques du XXe siècle, la Turquie moderne compte encore, en plus de la majorité ethniquement turque, de petites communautés résiduelles lazes, arméniennes ou grecques, ainsi que des minorités significatives kurdes et arabes.

## Population
L'histoire du pays rend particulièrement difficile la définition d'un « type turc » : au tournant du XXe siècle, l'Empire ottoman était un État multinational s'étendant sur trois continents, et les mélanges qui en découlèrent se discernent encore dans la population. De par sa structure, l'Empire permit aux diverses communautés de conserver leurs identités culturelles, sans être obligées de s'assimiler à la majorité. L'incitation à l'assimilation était surtout fiscale, les non-musulmans payant une double-capitation, le haraç.
Vers la fin de l'Empire, le Hatti-Humayoun de 1856 rend égaux tous les sujets du sultan ottoman, mais il n'est guère appliqué et la jeune république turque conduite par Mustafa Kemal Atatürk adopte une approche beaucoup plus autoritaire et centralisatrice dans la construction d'une identité nationale, forçant les divers groupes à se mélanger et s'identifier sous la bannière de « Turcs » (en tant que citoyens et quelle que soit leur origine ethnique), et expulsant en 1923 et 1955 ceux qui ne sont pas jugés assimilables.
Quelle que soit la réussite de cette homogénéisation, la société turque présente toujours une palette de tonalités représentant toutes les combinaisons possibles entre Orient et Occident.
- Démographie de la Turquie
- Groupes ethniques de Turquie,Minorités en Turquie, Peuples du Caucase en Turquie (tr)
  - Peuples iraniens : Kurdes, Zazas, Ossètes
  - Peuples turcs :
    - de langues oghouzes : Azéris, Gagaouzes, Meskhètes, Turkmènes
    - de langue kiptchak : Balkars, Karatchaïs, Kazakhs, Kirghizes, Koumyks, Nogaïs, Tatars
    - Turcs du sud-est : Ouïghours, Ouzbeks

  - Slaves : Bosniaques, Macédoniens (Torbèches, Zanes), Pomaks, Thraco-bulgares (en), Polonezköy
  - Caucasiens, Peuples du Caucase en Turquie (tr), Nettoyage ethnique des Circassiens (1820-1870)
    - du nord : Adyguéens Tcherkesses, Tchétchènes, Abazines, Kabardes, Abkhazes, Ingouches
    - du sud : Géorgiens (Georgians in Turkey (en), Chveneburi), Lazes

  - Sémites : Arabes, Araméens, Juifs
  - Albanais
  - Hémichis (arméniens) (50 000 environ)
  - Roms (Romani people in Turkey (en), 500 000 environ), Doms

## Langue(s)
- Langues en Turquie
- Catégorie:Langue en Turquie
- Catégorie:Groupe ethnique en Turquie

## Traditions

### Religion
- Religion en Turquie
- Islam en Turquie (> 98 %) (Nombre de musulmans par pays)
  - sunnisme (74 %)
  - chiisme (23 %), Chiisme duodécimain, Bektachi, Jafarisme, Alévisme, Alaouites
  - Soufisme, Tariqa (confréries soufies), Naqshbandiyya...
  - Ordres Mevleni
  - Hijab en Turquie (en)
- Autres spîritualités (< 2 %)
  - Yazdanisme (Culte des anges, réputé disparu) : Yârsânisme, Alévisme, Yézidisme
    - Ishikism (en), Yazidis in Turkey (en)

  - Christianisme en Turquie, Christianisme par pays, Maison de la Vierge Marie
    - Protestantism in Turkey (en)
    - Eastern Orthodoxy in Turkey (en), Église syriaque orthodoxe, Tur Abdin
    - Église catholique en Turquie
    - Araméens (chrétiens orientaux)
    - Les Derniers Assyriens (2003), Chaldéens-Assyriens
    - Patriarches de Constantinople

  - Histoire des Juifs en Turquie, Dönme (Sabbatéens), Liste de synagogues de Turquie
  - Bahá'í Faith in Turkey (en)
  - Hindouisme en Turquie
- Laïcité en Turquie, Présidence des Affaires religieuses (Diyanet İşleri Başkanlığı, 1924), kémalisme
- Religionsunterricht in der Türkei (de)
- Freedom of religion in Turkey (en)
- Irreligion in Turkey (en), Irréligion par pays, Ateizm Derneği (de) (2014)
- Gülen movement schools (en)
- Franc-maçonnerie en Turquie, Antimaçonnisme

#### Culture et loi
Le droit turc s'est toujours montré soucieux de « protéger » la culture nationale. La refonte du code pénal en 2005 a ainsi été l'occasion d'introduire l'article 301, qui indique notamment: « Le dénigrement public de l’identité turque, de la République ou de la Grande Assemblée nationale turque sera puni de six mois à trois ans d’emprisonnement. Le dénigrement public du gouvernement de la République de Turquie, des institutions judiciaires de l’État, des structures militaires ou sécuritaires, sera puni de six mois à deux ans d’emprisonnement. Dans les cas où le dénigrement de l’identité turque sera commis par un citoyen turc dans un autre pays, la peine sera accrue d’un tiers. L’expression d’une pensée à visée critique ne constitue pas un délit. » (la frontière entre critique et dénigrement restant à l'entière discrétion des tribunaux).
Depuis son instauration, l'article a été invoqué dans plus d'une soixantaine d'affaires[Quand ?], la plus médiatisée concernant peut-être l'inculpation rétroactive pour « outrage à l'identité turque » de l'écrivain Orhan Pamuk, qui avait déclaré à un journal suisse en février 2005 que « sur ces terres, un million d’Arméniens et 30 000 Kurdes ont été tués, mais personne d’autre que moi n’ose le dire ». Les charges furent abandonnées par le ministère de la justice à la suite de vives protestations internationales.
Des écrivains, caricaturistes et journalistes sont parfois emprisonnés pour leurs articles, leurs livres ou pour les phrases qu’ils ont pu prononcer. L’écrivain Ahmet Altan, lauréat du prix Femina étranger 2021, a ainsi été incarcéré de 2016 à 2021.

### Symboles
- Symboles de la Turquie
- Armoiries de la Turquie
- Drapeau de la Turquie
- İstiklâl Marşı (Marche de l'Indépendance), hymne national depuis 1921
- Devise nationale : Yurtta sulh, cihanda sulh (Paix dans le pays, paix dans le monde)
- Étoile et croissant
- Orders, decorations, and medals of Turkey (en)
- Emblème végétal : Tulipe
- Emblème animal : Loup gris, Angora turc
- Père de la Nation : Mustafa Kemal Atatürk (1881-1938)
- Héros nationaux : Şerife Bacı, Kara Fatma, Gökçen Efe, Nene Hatun (1857-1955), Osman Nuri Pasha
- Épopée nationale : Livre de Dede Korkut, Oghuz-nameh...
- Poète national : Mehmet Akif Ersoy (1873-1936)
- Couleurs nationales : rouge, blanc, (turquoise)
- Costume national, éléments de costumes traditionnels turcs : Fez, Caftan, Dimije (şalvar, Sarouel, Salwar kameez)
- Plat national : Döner Kebab, Fasoláda

### Mythologie
- Mythologie mongole
- Épopées turcophones
  - Livre de Dede Korkut
  - Épopée de Manas
  - Alpamych
  - Koroghlou (Köröglu)
  - Ural-batyr (en)
- Mythologie turque
  - Asena-Legende (de) (Loup gris)
  - Oguzname (de)
  - Ergenekon
- List of Turkic mythological figures (en)

### Folklore
- Folklore turc (en)
- Türk folkloru (tr)
- Nasr Eddin Hodja
- Karagöz (théâtre d'ombres)

### Croyances
- Nazar boncuk (amulette)

### Fêtes
- Fêtes et jours fériés en Turquie
- List of festivals in Turkey (en)

## Société

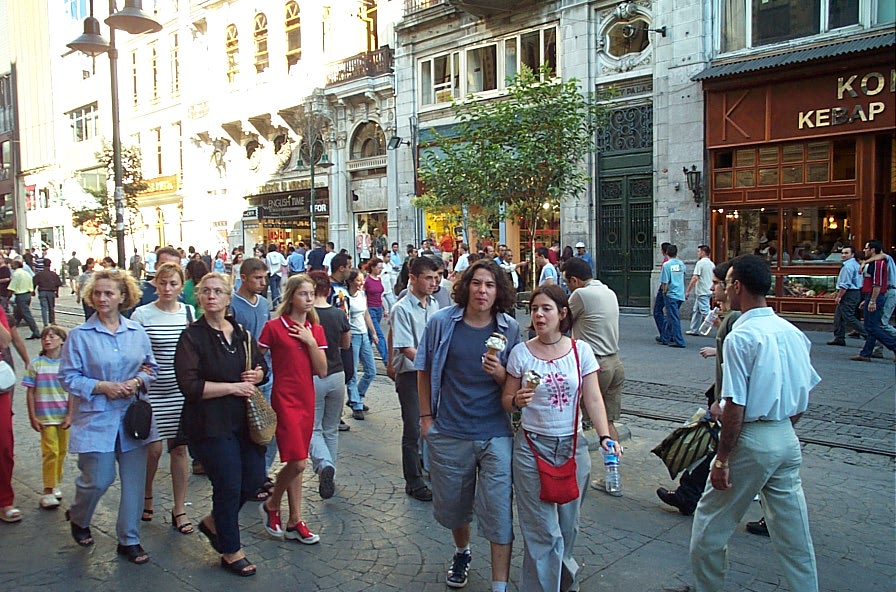
Les gens sur l'avenue İstiklal en 1999.

- Turcs (peuple), Démographie de la Turquie
- Société turque
- Groupes ethniques en Turquie
- Diaspora turque
- Personnalités turques
- Personnalités turques par profession
- Immigration en Turquie

### Famille
- Condition des femmes en Turquie
- Violence domestique en Turquie (en)
- Child marriage in Turkey (en)

#### Noms
- Nom personnel, Nom de famille, Prénom, Postnom, Changement de nom
- Liste de prénoms turcs avec signification
- Turkish name (en)

### Éducation
- Éducation en Turquie (en), De l'éducation en Turquie
- Instituts de village (1940-1954)
- Nation's schools (en) (1929-1932)
- Liste des universités en Turquie (en)
- List of high schools in Turkey (en)
- Student Selection and Placement System (en) (ÔSS)
- List of missionary schools in Turkey (en)
- Institut français d'études anatoliennes
- Science et technologie en Turquie (en)
- List of Turkish philosophers and scientists (en)
- Institut Yunus-Emre

### État
- Histoire de la Turquie
- Politique en Turquie
- Observatoire de la vie politique turque
- Nationalisme turc, Touranisme, Panturquisme, 16 grands empires turcs
- Guerres impliquant la Turquie :
- Liste de massacres en Turquie (en)
- Torture en Turquie (en)
- Anarchisme en Turquie
- Pogrom d'Istanbul (1955)

### Droit
- Droits de l'homme en Turquie
- Criminalité en Turquie (en)
- Droits LGBT en Turquie, Histoire LGBT en Turquie (en)
- Corruption en Turquie (tr)
- Mafia turque
- Polygamie en Turquie (en)
- Pornographie en Turquie (en)
- Prostitution en Turquie
- Human trafficking in Turkey (en)
- Human rights of Kurdish people in Turkey (en)
- Racisme en Turquie (en)
- Antisémitisme en Turquie (en)
- Illegal drug trade in Turkey (en)
- Sur le site d'Amnesty International

### Divers
- Tourisme en Turquie
- Liste des pays par taux d'alphabétisation
- Liste des pays par IDH
- Gambling in Turkey (en)
- Headscarf rights in Turkey (en)
- White Turks and Black Turks (en)

## Arts de la table

### Cuisine
- Cuisine turque, Cuisine turque (rubriques), Gastronomie turque (rubriques)
- Liste de desserts turcs
  - Baklava, Loukoum, Tsouréki (çörek), Tulumba, Halva, Tahini
- Cuisine kurde (en)
- Cuisine assyrienne (en)
- Cuisine chypriote
- Cuisine du Moyen-Orient
- Cuisine ottomane
- List of dishes from the Caucasus (en)
- cuisine méditerranéenne
- Boulghour
- Houmous, Baba ganousch
- Pain pita (pide)
- Kefta, Dolma, Sarma, Börek, Mantı
- Buğu kebabı, Adana kebab, Pastrami, Lahmacun, Soudjouk, Kokoreç
- Mélasse de caroube, Pekmez

La cuisine turque est à la charnière des saveurs orientales et occidentales, très marquée par la position méditerranéenne du pays: la paternité de nombreuses spécialités de la région est d'ailleurs disputée avec plusieurs de ses voisins. La viande de mouton y est privilégiée avec le poisson, et elle se distingue en général par la grande variété de légumes utilisés. Les turcs sont également grands consommateurs de çay (thé).

### Boisson(s)
- Eau
- Ayran, Ayran (dough), Kéfir
- Sharbat
- jus de salgam (sorte de rutabaga) (Şalgam suyu, Şalgam (en))
- jus d'églantier (kusburnu suyu)
- Sauge
- Karkadé, ou jus d'Hibiscus sabdariffa (bissap)
- Lohusa Şerbeti (en)
- Citronnade
- Salep
- Cola Turka
- Café turc
- Thé en Turquie, Rize tea (en)
- Boza (kvas)
- Beer in Turkey (en) (bira)
- Viticulture en Turquie, List of Turkish wine regions (en)
- Rakija

La Turquie est un des rares pays de tradition musulmane à offrir un alcool national, le rakı, eau-de-vie de raisin aromatisée à l'anis vert.

## Santé
- Santé, Santé publique, Protection sociale
- Catégorie:Santé en Turquie,
- Santé en Turquie (en)
- Liste des pays par taux de tabagisme
- Liste des pays par taux de natalité
- Liste des pays par taux de suicide

### Jeux
- Dames turques
- Okey
- Camel wrestling (en)

### Activités physiques
- Catégorie:Monde équestre en Turquie

### Sports traditionnels
- Cirit, sport équestre, la lutte

### Sports, arts martiaux
- Sport en Turquie, Catégorie:Sport en Turquie
- Sportifs turcs, Sportives turques
- Football en Turquie
- Turquie aux Jeux olympiques
- Turquie aux Jeux paralympiques, Jeux paralympiques,

Cinq équipes, dont trois stamboulioutes, dominent la scène sportive turque - et notamment le football : TrabzonSpor, Beşiktaş, Bursaspor, Fenerbahçe et Galatasaray Spor Kulübü, ce dernier ayant par ailleurs remporté la Coupe UEFA et la Supercoupe en 2000.

### Arts martiaux
- Liste des arts martiaux et sports de combat
- Lutte turque, Karakucak (en), Kırkpınar (en), (Kourach)
- Matrak (en)
- Karaté en Turquie
- Judo en Turquie

## Littérature
- Littérature turque, Littérature turque (rubriques)
- Écrivains turcs, Orhan Kemal, Yaşar Kemal, Oğuz Atay, Orhan Pamuk, Halide Edip Adıvar, Adalet Ağaoğlu, Tezer Özlü, Ayşe Kulin, Duygu Asena
- Poètes turcs, Orhan Veli, Nâzım Hikmet, Cemal Süreya, Sezai Karakoç, Turgut Uyar, Nilgün Marmara, Edip Cansever
- Essayistes turcs
- Dramaturges turcs
- Encyclopédie de la littérature turque
- Turkish folk literature (en)
- Le café des Achiks (en), Achik, Turkish hikaye (en), Saz
- Bibliothèques en Turquie
- Littérature azerbaïdjanaise
- Ottoman poetry (en), Prose of the Ottoman Empire (en)
- Prose of Turkey (en), Poetry of Turkey (en)
- Contemporary Turkish literature (en)

### Littérature contemporaine
- Orhan Pamuk, prix Nobel de littérature en 2006.
- Tahsin Yücel (1933-)

## Média
- Média en Turquie (en)
- Catégorie:Journaliste turc
- Télécommunications en Turquie (en)
- Media freedom in Turkey (en)
- Autorité des technologies de communication et d'information (ICTA / Bilgi Teknolojileri ve İletişim Kurumu (BTK))
- Journalistes turcs
- List of journalists killed in Turkey (en)
- Liste de journalistes emprisonnés en Turquie

### Presse
- Liste de journaux en Turquie
- Presse francophone en Turquie

### Radio
- Liste de stations de radio en Turquie (en)
- Stations de radio en Turquie

### Télévision
- Télévision en Turquie (rubriques)
- Liste des chaînes de télévision en Turquie
- Liste de séries télévisées turques

### Internet (.tr)
- Internet en Turquie
- Internet regulation in Turkey (en)
- Censure d'Internet en Turquie
- Blogueurs turcs : Deniz Akkaya (en), Salih Sarıkaya, Jehan Barbur (tr), Ece Temelkuran, M. Serdar Kuzuloğlu (tr)
- Sites web turcs
- Presse en ligne

## Artisanats
- Arts appliqués, Arts décoratifs, Arts mineurs, Artisanat d'art, Artisan(s), Trésor humain vivant, Maître d'art
- Artisanats par pays
- Artistes turcs
- Organisation turque du patrimoine culturel, de l'artisanat et du tourisme

Les savoir-faire liés à l’artisanat traditionnel relèvent (pour partie) du patrimoine culturel immatériel de l'humanité. On parle désormais de trésor humain vivant.
Mais une grande partie des techniques artisanales ont régressé, ou disparu, dès le début de la colonisation, et plus encore avec la globalisation, sans qu'elles aient été suffisamment recensées et documentées.

### Textiles, cuir, papier
- Vêtements
  - Vêtements traditionnels
    - Caftan, Gamucha, Jubba, Kalpak, Peshtemal

  - Vêtement ottoman (en)
    - Bashlyk, Çarşaf, Dolman, Fez, Jubba, Kaftan, Sword of Osman, Tantour, Turban, Turkish salvar, Yashmak, Yelek, Zunnar

  - Mode turque, Koton (company), LC Waikiki, Lescon, LittleBig, Mavneli Jeans, Vakko
  - Designers de mode
- Tapis
  - Tapis turcs (en) / tapis anatoliens (en), tapis anatoliens animaliers primitifs (en), tapis kurdes (en)
  - Tapis de Bergame (en), d'Hereke, de Konya (en), de Milas (en), d'Oushak, des Yörük (en)
  - Kilim, Kilim motifs (en)
  - Tapis Holbein
  - DOBAG Carpet Initiative (en)

### Bois, métaux
- Mobilier

### Poterie, céramique, faïence
- Céramique d'Iznik
- Céramique de Milet
- Seljuq pottery (en)
- Céramique islamique
- Plat au paon
- Style saz

### Joaillerie, bijouterie, orfèvrerie
- Kazaziye (en)

## Arts visuels
- Arts visuels, Arts plastiques
- Art turc
- Catégorie:Art en Turquie
- Catégorie:École d'art par pays
- Artistes turcs
- Artistes contemporains turcs
- Biennale d'Istanbul
- Liste de musées en Turquie, Musée d'Art moderne d'Istanbul
- Culture de l'Empire ottoman, Art ottoman

### Dessin
- Enluminure ottomane
- Miniature ottomane (Enluminure byzantine, Miniature persane, Miniature arabe)
- Styles calligraphiques arabes, Tuğra, Hilya...
- Orhan Pamuk a beaucoup écrit sur cet art du livre, en particulier dans Mon nom est Rouge (1998).
- L'art du papier marbré est un art ottoman appelé Ebru, qui autorise la peinture de divers motifs, comme la tulipe, symbole de la Turquie.

### Peinture
- Peintres turcs
- Artistes contemporains turcs

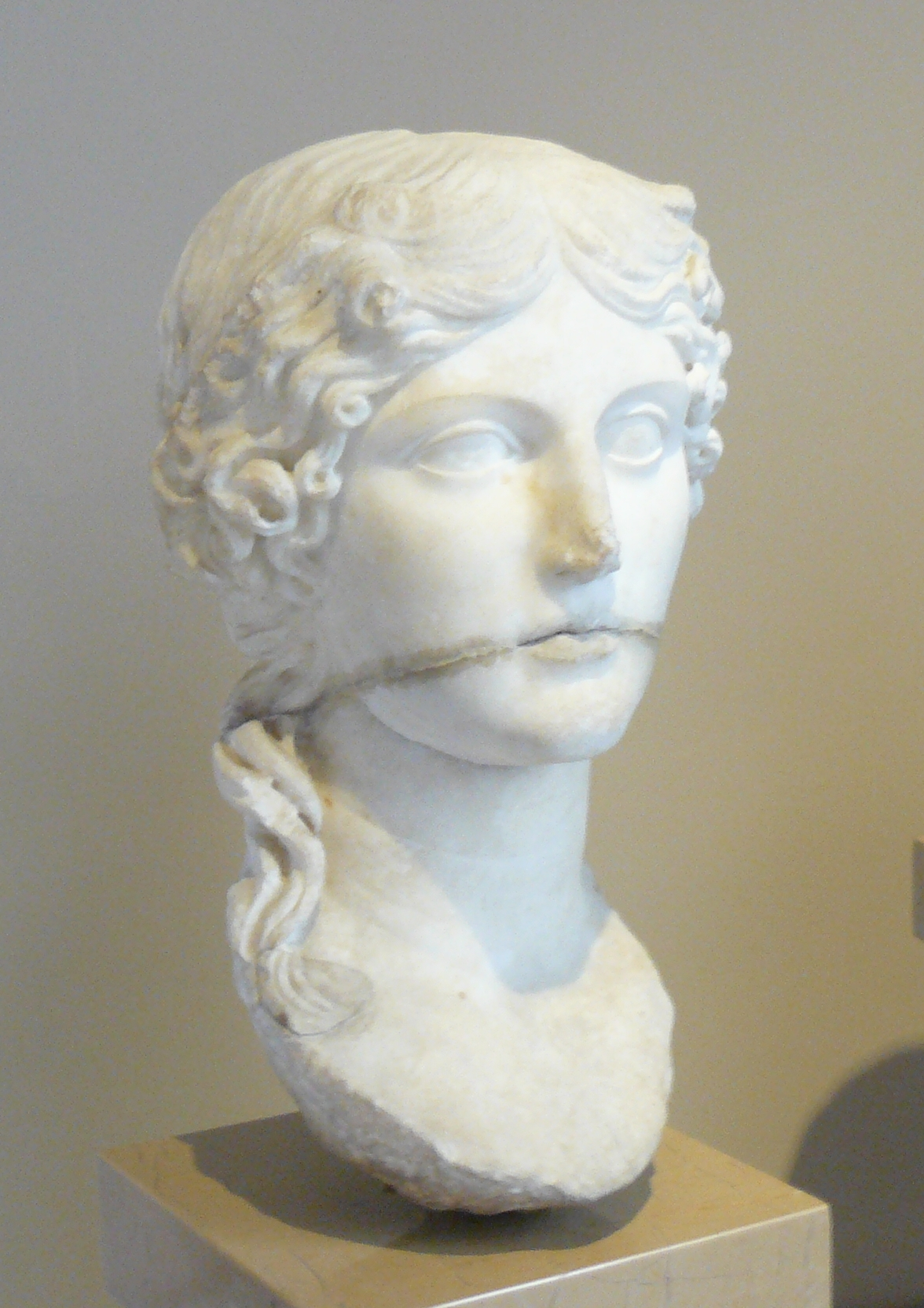
Agripina au musée archéologique d'Istanbul.

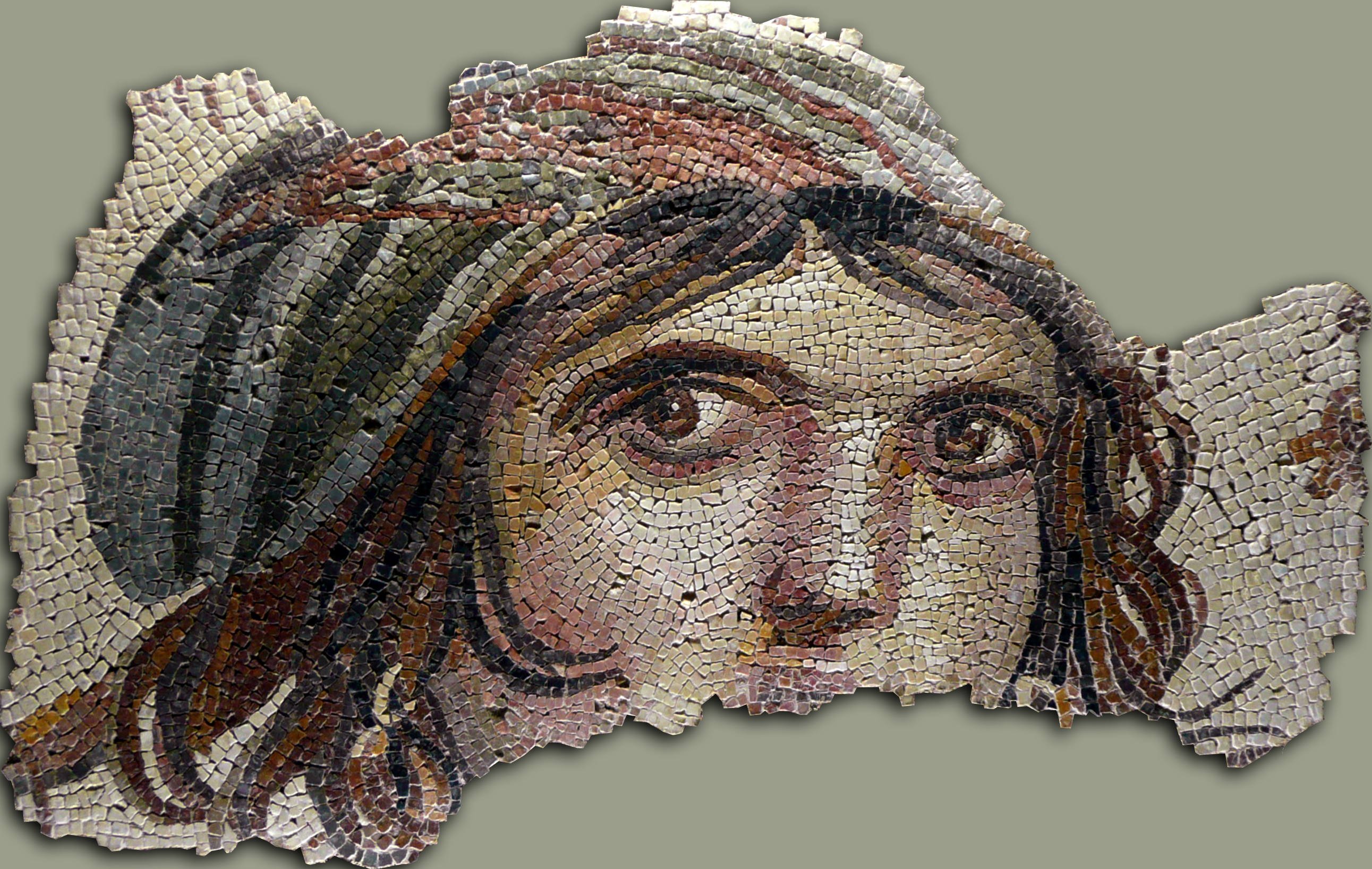
Mosaïques romaines de Zeugma

- History of Modern Turkish painting (en)
- Wall painting in Turkey (en) (au néolithique)

### Sculpture
- Sculpteurs turcs
  - 20 : Selma Gürbüz, Mari Gerekmezyan, Hülya Vurnal İkizgül, Ratip Aşir Acudoğlu, Mehmet Aksoy
- Divers aspects[2],[3]
- Seated Woman of Çatalhöyük (en)

### Architecture
- Architecture en Turquie (rubriques), Architecture of Turkey (en)
  - Maisons traditionnelles[4],[5],[6]
  - Konak (architecture), Köşk
  - Gecekondu
  - Monuments en Turquie
  - Caravansérail, Liste des caravansérails seldjoukides en Turquie
  - Architectes turcs
  - Architecture byzantine
  - Seljuk architecture (en)
  - Architecture ottomane, Architecture classique ottomane, List of Ottoman domes (en)
  - Histoire de l'architecture ottomane
  - Hammam, bain turc
- Urbanisme en Turquie (rubriques)
- Archéologie en Turquie (rubriques)
  - Ancient settlements in Turkey (en)

### Photographie
- Photographes turcs
- List of Turkish photographers (en)

### Graphisme
- Illustrateurs turcs

## Arts du spectacle
- Spectacle vivant, Performance, Art sonore

### Musique
- Musique turque
- Musiques turques
- Musiciens turcs
- Chanteurs turcs, Chanteuses turques
  - Ruhi Su (1912-1985)
  - Rappeurs turcs
- Rhythm in Turkish music (en)
- Turkish folk music (en)
- Musique kurde
- Musique assyrienne
- Musique chypriote
- Music of Turkish State Opera and Ballet (en)
- Lost Songs of Anatolia (en) (2010)
- Musique populaire actuelle
  - Arabesque (Turkish music) (en)
  - Rock turc
  - Turkish pop music (en)
  - Turkish hip hop (en)
  - List of Turkish pop musicians (en)

### Danse
- Danses en Turquie, Danses par pays
- Liste de danses : Halay, Karsilama, Leylim, Samā‘, Tik, Zeybek, Horon
- Assyrian folk dance (en)
- Kurdish dance (en)
- Danseurs turcs, Danseuses turques
- Chorégraphes turcs
- Ballet en Turquie (en)
- Liste de compagnies de danse et de ballet,
- Liste de chorégraphes contemporains
- Catégorie:Compagnie de danse contemporaine
- Catégorie:Patinage artistique en Turquie

### Théâtre
- Théâtre en Turquie, Catégorie:Théâtre turc
- Dramaturges turcs
- Acteurs turcs, Actrices turques
- Théâtres de la Ville d'Istanbul
- Turkish State Theatres (en)
- Amphithéâtre Cemil Topuzlu de Harbiye
- International Sabancı Theater Festival (en)

### Autres scènes: marionnettes, mime, pantomime, prestidigitation
Les arts mineurs de scène, arts de la rue, arts forains, cirque, théâtre de rue, spectacles de rue, arts pluridisciplinaires, performances manquent encore de documentation pour le pays …
Pour le domaine de la marionnette, la référence est : Arts de la marionnette en Turquie, sur le site de l'Union internationale de la marionnette UNIMA) : marionnettistes turcs (en).
- Théâtre traditionnel turc
  - Le Karagöz (inscrit sur la liste du patrimoine culturel immatériel de l'humanité en Turquie)[7], Karaghiosis
  - L'Orta Oyunu (ou Kol oyunu, meydan oyunu, meydân-ı sühan, zuhûrî, zuhûrî kolu[8])
  - L'art des Meddah (panégyrique)((Meddah (conteur)), inscrit sur la liste du patrimoine culturel immatériel de l'humanité en Turquie)[9]
  - Median
- Magiciens turcs
- Humour turc
- Carnavals en Turquie (en)

### Cinéma
- Cinéma turc, Du cinéma turc, Cinéma germano-turc
- Réalisateurs turcs, Réalisatrices turques
- Scénaristes turcs
- Films turcs

### Autres
- Vidéo, Jeux vidéo, Art numérique, Art interactif
- Culture alternative, Culture underground
- Jeux vidéo développés en Turquie
- Le jeu vidéo en Turquie

## Tourisme
- Tourisme en Turquie, Tourisme en Turquie (rubriques)
- Sur WikiVoyage
- Conseils aux voyageurs pour la Turquie :
  - France Diplomatie.gouv.fr
  - Canada international.gc.ca, Au 16/03/2017
  - CG Suisse eda.admin.ch
  - USA US travel.state.gov

## Patrimoine

### Musées
- Liste de musées en Turquie, dont
  - Musée des civilisations anatoliennes

### Patrimoine mondial
- Liste du patrimoine mondial en Turquie

### Liste représentative du patrimoine culturel immatériel de l’humanité
Le programme Patrimoine culturel immatériel (UNESCO, 2003) a inscrit dans sa liste du patrimoine culturel immatériel de l'humanité en Turquie :
- l'Ebru, l'art turc du papier marbré[10],
- La culture et la tradition du café turc[11],
- les festivités du Mesir Macunu[12],
- La tradition cérémonielle du Keşkek[13],
- le festival de lutte à l’huile de Kırkpınar[14],
- les rencontres traditionnelles Sohbet[15],
- le Semah, rituel Alevi-Bektaşi[16],
- le Karagöz[7],
- la tradition Âşıklık (de l’art des trouvères)[17]
- l’art des meddah, conteurs publics[9],
- le Sema, cérémonie Mevlevi[18],
- 2016 : l'artisanat traditionnel du çini[19],
- 2016 : la culture de la fabrication et du partage de pain plat Lavash, Katyrma, Jupka, Yufka[20](Azerbaïdjan,Iran (République islamique d’), Kazakhstan, Kirghizistan, Turquie),
- 2017 : l'Hıdrellez, fête du printemps[21],
- 2018 : l'Héritage de Qorqud/Korkyt Ata/Dede Korkut : la culture, les légendes populaires et la musique liées à cette épopée[22].

### Registre international Mémoire du monde
Le programme Mémoire du monde (UNESCO, 1992) a inscrit dans son registre international Mémoire du monde (au 10/01/2016) :
- 2001 : Les tablettes hittites à écriture cunéiforme de Boğazköy (2001), (musée archéologique d'Istanbul et musée des civilisations anatoliennes d'Ankara)[23]
- 2001 : Manuscrits de l'Observatoire et Institut de recherche tellurique de Kandilli, (2001), (université de Bogaziçi, Observatoire et institut de recherche tellurique de Kandilli, Istanbul)[24]
- 2003 : Les œuvres d’Ibn Sina, (plus connu sous son nom latin : Avicenne), (980–1038), à la Bibliothèque Süleymaniye de manuscrits, (2003)[25]
- 2013 : Le « Livre de Voyages » d’Evliya Çelebi à la Bibliothèque du musée du Palais de Topkapi et la Bibliothèque de Manuscrits de Süleymaniye[26]
- 2015 : Les archives des anciens marchands assyriens de la colline des cendres (Kültepe)[27]

Cheminées de fées près de Göreme.

### Filmographie
- Turquie, sport comme un turc, film d'Olivier Lemaire, Bonne pioche, Paris, 2009, 53 min (DVD)